# Pavetta bilineata
Pavetta bilineata är en måreväxtart som beskrevs av Cornelis Eliza Bertus Bremekamp. Pavetta bilineata ingår i släktet Pavetta och familjen måreväxter. Inga underarter finns listade i Catalogue of Life.